# Bispo auxiliar
O bispo auxiliar é um bispo da Igreja Católica, que recebe o título de uma Sé titular e que tem a função de auxiliar o bispo diocesano que governa uma determinada diocese.
O bispo auxiliar, diferentemente do bispo coadjutor, não tem direito a sucessão em caso de sede vacante. O bispo diocesano deve nomear o bispo auxiliar como vigário-geral, ou pelo menos, vigário-episcopal.
Pertence ao Bispo Diocesano a indicação da terna, ou seja, do conjunto de três candidatos à nomeação para bispo auxiliar, ao contrário do processo de nomeação dos bispos diocesanos e dos bispos coadjutores em que a indicação da terna compete ao Núncio Apostólico.

## Catolicismo Romano
Na Igreja Católica, existem bispos auxiliares tanto na Igreja Latina como nas Igrejas Orientais Católicas. Os deveres particulares de um bispo auxiliar são dados pelo bispo diocesano e podem variar muito dependendo do bispo auxiliar, do ordinário e das necessidades da diocese. Em uma arquidiocese maior, eles podem ser designados para servir uma parte da arquidiocese (às vezes chamados de deados, regiões ou vicariatos) ou para atender a uma população específica, como imigrantes ou pessoas de uma herança ou idioma específico. O direito canônico exige que o bispo diocesano nomeie cada bispo auxiliar como vigário geral ou vigário episcopal da diocese.
Em maio de 2017, Gregorio Rosa Chávez foi um dos primeiros bispos auxiliares católicos romanos a ser nomeados à dignidade de cardeal. Naquela época, era bispo auxiliar de José Luis Escobar Alas, arcebispo de San Salvador (que não foi elevado à mesma dignidade).

## Ortodoxia Oriental
Nas Igrejas Ortodoxas Orientais , os bispos auxiliares também são chamados de bispos vicários ou simplesmente bispos vigários. Na Igreja Ortodoxa Sérvia, o cargo de bispo auxiliar (vigário) é confiado aos bispos titulares, que são designados para auxiliar os bispos diocesanos em vários aspectos da administração diocesana. A palavra grega protossincelo define um bispo auxiliar que foi elevado à dignidade de vigário de outro bispo titular, e que é designado para assistir e agir em nome de sua autoridade episcopal sobre a jurisdição da sé episcopal. Por exemplo, Teodosije Šibalić (bispo titular de Lipljan) foi nomeado bispo auxiliar da Eparquia de Raška e Prizren em 2004.